# Rustavelibiografen
För andra betydelser, se Rustaveli.
Rustavelibiografen (georgiska: კინოთეატრი რუსთაველი, Kinoteatri Rustaveli) är en filmteater i Georgiens huvudstad Tbilisi. Teatern ligger vid Rustaveliavenyn, mittemot Georgiens parlament. Teatern öppnade år 1939 och hade från början en sittplatskapacitet på 1200 åskådare. Teatern designades av arkitekten Nikolaj Severov i stil av stalinistisk arkitektur, och har skulpturer av Valentin Topuridze och Sjota Mikatadze som representerar olika sociala grupper i välvda nischer på den andra våningen.
Byggnaden består av fyra våningar i form av ett rätblock. Den första våningen är rusticerad medan de övre våningarna är strukturerade i korintisk ordning. Den övre delen av byggnaden är formad som en överhängande taklist. År 1999 renoverades Rustavelibiografen och den återöppnade den 11 juli 1999 med 415 sittplatser. Biografen visar främst förstahandsvisningar av olika storsäljande filmer och har i genomsnitt 1000 besökare per dag.